# Singapurski Uniwersytet Zarządzania
Singapurski Uniwersytet Zarządzania (ang. Singapore Management University, SMU; chiń. 新加坡管理大学; malajski Universiti Pengurusan Singapura; tamil. சிங்கப்பூர் நிர்வாக பல்கலைக்கழகம்) – singapurski uniwersytet założony w 2000. Jest to pierwsza uczelnia prywatna w Singapurze, która została założona przez rząd. Uniwersytet prowadzi kształcenie dyplomowe, podyplomowe oraz studia doktoranckie w dziedzinach takich jak zarządzanie, księgowość, ekonomia, prawo, nauki społeczne.

## Struktura organizacyjna
Na Uniwersytet składa się sześć szkół o różnych profilach oraz liczne instytuty i centra badawczo-rozwojowe, często współtworzone z innymi podmiotami.

### Szkoły
- Szkoła Księgowości (School of Accountancy, SoA)
- Szkoła Biznesu Lee Konh Chiana (Lee Kong Chian School of Business)
- Szkoła Ekonomii (School of Economics)
- Szkoła Systemów Informatycznych (School of Information Systems)
- Szkoła Prawa (School of Law)
- Szkoła Nauk Społecznych (School of Social Sciences)

### Centra Badawcze
- Centrum Funduszy Hedgingowych – wspierane przez grupę kapitałową BNP Paribas
- Centrum Rozstrzygania Sporów
- Centrum Komunikacji w Języku Angielskim
- Centrum Doskonalenia Nauczycieli
- Centrum Zintegrowanych Usług Technologii Informatycznych
- Międzynarodowe Centrum Szariatu i Finansów
- Centrum Rozwoju Społecznego Liena
- Laboratorium Wywiadu Gospodarczego